# Mesembrius morio
Mesembrius morio är en tvåvingeart som först beskrevs av Mario Bezzi 1915.  Mesembrius morio ingår i släktet Mesembrius och familjen blomflugor.
Artens utbredningsområde är Tanzania. Inga underarter finns listade i Catalogue of Life.